# Hitzdrahtmesswerk

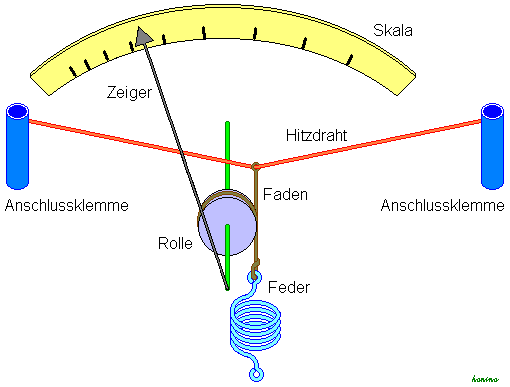
Aufbau eines Hitzdrahtmesswerks

Ein Hitzdrahtmesswerk dient zur Anzeige von Strömen, indem es diese in einen der Stromstärke entsprechenden Zeigerausschlag umwandelt.
Der zu messende Strom fließt durch einen Hitzdraht, der sich beim Stromdurchgang erwärmt (Joulesche Wärme). Dadurch dehnt dieser Draht sich aus. Ein am Draht befestigter Faden wird entsprechend der Dehnung von einer Feder über eine Rolle gezogen, die auf der Zeigerachse sitzt. Die Drehung der Rolle bringt damit den Zeiger zum Ausschlag. Nach Abschalten des Stroms kühlt sich der Draht wieder ab und zieht den Zeiger in die Nullstellung zurück.
Die Erwärmung und damit die Ausdehnung des Drahtes ist proportional zum Quadrat des Effektivstroms.
Durch die geometrischen Verhältnisse ist der Zeigerausschlag aber nichtlinear, entsprechend auch die Skala. Da die Erwärmung von der Stromrichtung unabhängig ist, eignet sich dieses Messwerk für Gleichstrom ebenso wie für Wechselstrom. Es kann auch noch bei hohen Frequenzen eingesetzt werden und eignet sich zur Messung des Effektivstromes.
Für kleine Stromstärken eignet es sich jedoch nicht, weil hier die Erwärmung zu gering ist. Es wurde von wärmeempfindlichen Bauelementen (z. B. PTC-Widerständen) verdrängt.
Im praktischen Einsatz ist das Hitzdrahtmesswerk bis auf wenige Anwendungen zur Messung hochfrequenter Ströme heute nahezu vollständig durch digitale Messgeräte ersetzt worden.
Ein Nachteil des Hitzdrahtmesswerks ist seine Trägheit, es reagiert nur langsam auf Änderungen des Stromes. Andererseits war es genau diese Trägheit – und die Tatsache, dass der Zeiger im Gegensatz zum Beispiel zu Drehspul- und Dreheisenmesswerken nicht frei pendeln kann – ein Grund dafür, dass Hitzdrahtmesswerke jahrzehntelang besonders in Kfz-Armaturen zum Einsatz kamen.